# کونلاند (مریلند)
کونلاند (به انگلیسی: Queenland) شهری در ایالت مریلند کشور ایالات متحده آمریکا است که جمعیت آن در سرشماری سال ۲۰۱۰ میلادی، ۱٬۹۲۹ نفر بوده‌است.